# Municipio de Turner (Minnesota)
El municipio de Turner (en inglés: Turner Township) es un municipio ubicado en el condado de Aitkin en el estado estadounidense de Minnesota. En el año 2010 tenía una población de 208 habitantes y una densidad poblacional de 2,25 personas por km².

## Geografía
El municipio de Turner se encuentra ubicado en las coordenadas 46°49′29″N 93°14′13″O / 46.82472, -93.23694. Según la Oficina del Censo de los Estados Unidos, el municipio tiene una superficie total de 92.59 km², de la cual 77,59 km² corresponden a tierra firme y (16.2 %) 15 km² es agua.

## Demografía
Según el censo de 2010, había 208 personas residiendo en el municipio de Turner. La densidad de población era de 2,25 hab./km². De los 208 habitantes, el municipio de Turner estaba compuesto por el 91,35 % blancos, el 0,48 % eran afroamericanos, el 7,69 % eran amerindios, el 0,48 % eran asiáticos. Del total de la población el 0 % eran hispanos o latinos de cualquier raza.